# 热带风暴思雅
热带风暴思雅（國際編號：9916，台湾译名：琪亚），是1999年太平洋台风季中的第22个热带气旋，也是当年首个登陆日本的热带气旋。它源自1999年9月在马里亚纳群岛东部的一个对流区，气旋系统在向西北行进的过程中不断增强，并在13日于增强为热带风暴，并在次日于九州的宮崎縣南部登陆，随后转向东北移动并转性为溫帶氣旋。
思雅在其生命史后期为日本的九州到东北地方挾帶惡劣天气，造成7人罹難，另有11人受伤、1人失踪。部分地区在风暴影响下出现城市内涝或积水，全日本有超过3,000幢房屋没入水中，另有31幢建筑不同程度受损。此外，风暴导致日本海陆空交通出现问题，部分班机、列车取消、渡轮、接驳船等停驶。在长野县松本市的上高地，有超过1,300名游客被迫滞留。风暴在日本共造成了21亿日元（约合1988万美元）的损失。
此外，數日后的台风巴特在熊本县北部登陆，同样為日本造成严重损失，并导致31人罹難、1,218人受伤。

## 气象历史
1999年9月9日，马里亚纳群岛东部形成一對流区，氣象衛星雲圖显示该系统西北側出現一热带对流层上部槽（TUTT），这对该系统的对流发展有利，高层环流亦已覆盖住了低层环流。两日以后，风暴移至关岛西北侧的季风槽东侧边缘，低层环流中心变得更加明确。次日，系统继续往西北方向移动，联合台风警报中心在该日协调世界时10时对该风暴发出了首次熱帶氣旋形成警報。13日清晨，该系统的深对流被系统北侧的一个反气旋所带来的垂直風切變所切离，底层环流中心外露，联合台风警报中心在6时因此取消了热带气旋形成警报。
同日傍晚，卫星云图显示该系统的低层环流中心被置换到了系统的南部，上方的深对流再次开始发展并覆盖住了底层环流中心，风暴形成的可能性也显著增加，联合台风警报中心再次对其发出热带气旋形成警报。尽管此时德沃夏克分析法的分析估计该系统的风力只有25节，但附近船舶的报告称附近的风速已达35节。据此，联合台风警报中心在18时将该熱帶擾動直接升格为热带风暴，并命名为思雅（Zia）。此时思雅位于日本九州东南偏南方向约150海里（280；170英里）的海面上。14日午夜，卫星云图估计思雅的风速从35节增強至45节，但联合台风警报中心基于附近船舶的报告，认为思雅此时的强度仍为35节。此时系统已整合成一个具对称型態的风暴，且低层环流中心的东侧出现了低层云线。日本气象厅在早晨6时开始对思雅发出警报，并估计此时风暴的强度为45节（10分钟平均风速）。
同日早晨8时，风暴在日本宮崎縣南部登陆。之后，风暴转向东北移动，并在同日黄昏在爱媛县宇和島市第二次登陆，并行經四國北部。次日凌晨，风暴在兵库县明石市登陆，之后橫过近畿地區和中部地區，期間逐渐减弱且失去热带性質。思雅在早晨於長野縣飯田市境内减弱为热带低气压，稍晚在福岛县磐城市附近与锋面结合，转性为溫帶氣旋。

## 影响
风暴导致本州、东北地方普降大雨。在离登陆地不远的宫崎县日南市测得最低气压985.8百帕斯卡。高知县的室戶岬测得26.5米每秒，而最大瞬间风速则出现在宿毛市，为36.9米每秒。另外，思雅也造成日本各大雨，最大降雨量出现在岐阜县高鷲村，为519毫米；其中在德岛县的木头村仅在14日一天内便出现了372毫米的降水。
风暴為大分县中部和南部地区挾帶暴雨，县内的丰肥本线等多条电车线路暂停服务或进行车辆管制，7架次班机被取消。在附近的宫崎县，多个城镇出现内涝，多条一般國道出现滑坡。在宫崎县内有535亩农田被破坏，损失超过2亿日元。
在四国的高知县，思雅导致的大雨导致56处道路出现损坏，高知自动车道的部分路段一度关闭，部分铁路停止运行，全日本空輸有4架班机取消。全县境内有80处林业设施被毁，损失超过7亿日元。在爱媛县，损失尤其严重。14日21时，西条市在一小时内出现了127毫米的降水，超过当时该站点降水量记录2倍以上。在全县境内，仅农林业的损失就接近80亿日元，总计208处林业用地遭到损坏，85公顷农田也受到不同程度损失。全县受思雅影响，有超过600幢建筑入水，4座桥梁被冲毁，150处道路被损坏。在西条市和丹原町出现大面积泥石流，在川内町，有一幢住宅和一间仓库遭到损坏，7户计17人被迫避难。此外，县内有207条通信线路在思雅影响下损坏，导致县内部分地区一度通信困难。
在京都府，有超过100幢房屋进水，另有8幢房屋不同程度损坏。在伏見區，一股疑似龙卷风的強風刮走了一些房屋的房顶，并导致区内超过1,000户家庭停电。在大阪府泉佐野市的关西国际机场，思雅导致该机场取消了飞往德岛、宫崎等地的17架班机，机场与对岸的联络桥在当地时间9时许测得26米每秒的阵风，致使關西機場線一度关闭3个小时。在兵库县，风暴带来的大雨导致多地出现山体滑坡，在佐用町，思雅带来的大雨导致当地出现了一处宽3米，高40米的山体滑坡。此外，神户市的新凑川水位上涨，日本消防厅对该地区超过6,000户家庭发出避难警告，接近15,000人受影响，为此消防厅请求自卫队的人员来协助处理水情。山陽新幹線在姬路至冈山站之间的路段减速运行，导致最高超过40分钟的延误。此外，神户港取消了前往淡路岛和关西国际机场的渡轮和高速艇，但馬飛行場取消了午后的两架航班。在鸟取县，风暴带来的雷电致使倉吉市超过3,000户家庭停电，米子自动车道受到强风影响，倉吉市一度实行交通管制和速限。
在愛知縣名古屋市，风暴导致超过250幢住宅入水，另外在全县境内还有多处河堤等公共设施被毁，损失接近2亿日元。在福井县大野市的日本国道158线路段，思雅导致的大雨引发了一处长40米、宽8米、高1.5米的泥石流，致使该路段一度被封闭。在北陸自動車道的滋贺县段也因大雨造成能见度不足而一度关闭。在岐阜县，风暴在古川町、宫川町等地造成了4处山体滑坡，并致使3人死亡。在可兒市，一位19岁女性在驾车时连车带人坠入河中失踪。风暴吹袭期间，日本消防厅对该县的超过3,000人发出了避难劝告，有3,646人外出避难。而在松本市的上高地，进山的道路因山体滑坡而无法通行，致使超过1,300人被困。
在东北地方的福岛县福岛市有560户居民停電，二本松市、郡山市等多地出现房屋进水。在宫城县，风暴引发的大雨对该县农业造成了超过3亿日元的损失，并导致山形新幹線在山形县段和常磐線在宫城县段一度停运。